# Orenburg
Orenburg (oroszul: Оренбург) város Oroszországban, Európa és Ázsia határán, az Urál folyó partján. Az Orenburgi terület közigazgatási, gazdasági és kulturális központja.
1938-tól 1957-ig a város neve Cskalov volt (V. P. Cskalov szovjet pilóta emlékezetére).
Lakossága: 548 331 fő (a 2010. évi népszámláláskor), melyből 444 470 orosz, 41 451 tatár, 10 796 kazah, 10 502 ukrán, 5890 baskír, 3378 örmény, 2750 mordvin, 1640 német, 1590 azeri, 1490 üzbég, 1295 fehérorosz, 1247 csuvas stb.

## Fekvése
A Déli-Uráltól délnyugatra, az Urál folyó partján, annak jobb oldali mellékvize, a Szakmara torkolatától kissé följebb. A város központja és legnagyobb része a jobb parton van.
Az éghajlat erősen kontinentális, jellemzője a meleg nyár és a hideg tél. Hegyek nincsenek, ezért az északi nagyon hideg és a déli forró, száraz léghullámok egyaránt akadálytalanul száguldanak végig a sztyeppén és érik el a várost. A januári középhőmérséklet -16 °C, a júliusi 20 °C. Viszonylag kevés a csapadék, évente 300–450 mm.
Az Urál folyó a középső szakaszon november végén befagy, tél végére a jég vastagsága a 60–80 cm-t is eléri. A tavasszal érkező árhullám Orenburgnál nagyon magas, de egész nyáron és télen a vízállás alacsony, ilyenkor a folyó csak 80–100 m széles.

## Történeti áttekintés
Orenburgot háromszor alapították meg, három különböző helyen. Először a mai Orszk város helyén, az Or folyó Urálba torkollásánál építettek erődöt 1735-ben, melyet a folyóról neveztek el. Később nevének megtartása mellett a folyón jóval lejjebb költöztették, majd harmadszor 1743-ban, a mai helyén vetették meg alapját (ahol korábban is erőd állt). 1744-ben az újonnan alakított Orenburgi kormányzóság székhelye lett, és később is megmaradt – a változó közigazgatási beosztásnak megfelelően kormányzósági vagy járási szintű – közigazgatási központnak. A 18. század első felében az itteni határvédelmi vonal központi erődje volt. A Pugacsov-féle felkelés idején közel féléves ostrommal (1773–1774 telén) sem tudták bevenni. Ahogy az Orosz Birodalom megszilárdította hódításait Közép-Ázsiában, úgy csökkent a város stratégiai jelentősége. 1862-ben a védelmi vonalat felszámolták, az erődöt lebontották, a védművek helyén utcákat nyitottak. A település növekedésnek indult, aminek további lökést adott a vasút kiépülése. 1877-ben helyezték üzembe az Orenburgot a Volga-menti Szamarával összekötő és 1905-ben a Kazahsztánon át Taskentbe vezető vasútvonalat.
A két világ találkozásánál fekvő Orenburg azonban nem csak katonai, hanem kereskedőváros is volt. 1753-ra megépült a városi kereskedelmet szolgáló kereskedői udvar (gosztyinij dvor). A város melletti sztyeppén, az Urál túlsó partján pedig magas fallal körülvett keleties bazár vagy vásározóhely létesült (menovoj dvor), amely májustól szeptember-októberig volt nyitva. Itt különösen az élőállat, a gyapot, a bőr, a karakül prém, a selyem és más keleti áruk kereskedelme volt jelentős. A közép-ázsiai szarvasmarha, ló, juh itt cserélt gazdát és innen jutott el az orosz kormányzóságok piacaira, a vasúti közlekedés megindulásával egyre inkább feldolgozott formában. A településen vágóhidak, húsfüstölő, zsírolvasztó, bőrkikészítő és -feldolgozó üzemek működtek. Az 1897. évi népszámláláskor a településnek több mint 72 000 lakosa volt, köztük 13 000 muzulmán.
A polgárháborúban a város többször cserélt gazdát. 1920-ban egy alapító kongresszuson itt mondták ki a Kirgiz (későbbi nevén Kazah) Autonóm Szovjet Szocialista Köztársaság megalakulását, fővárosa Orenburg lett (1920–1925). 1934-től az Orenburgi terület közigazgatási központja. 1941-ben a német támadás miatt a nyugati országrész több gyárát Orenburgba telepítették, és azok a háború után ott is maradtak. A további fejlődést a közeli óriási földgázmezők felfedezése és kitermelése határozta meg.

## Gazdaság, közlekedés
Az 1950-es évek közepén a Szovjetunióban elkezdődött a még megmaradt szűzföldek feltörése, ekkor Orenburg gazdaságában előtérbe került a gabonakereskedelem. A 20. század utolsó évtizedeitől már a földgázra épülő vegyipar és a gépgyártás a fő gazdasági tevékenység.
1966-ban Orenburg körzetében fedezték fel az európai országrész legnagyobb földgázmezőjét. Két évvel később megalakították a feltárást, a kitermelést és a csővezetékek lefektetését irányító igazgatóságot (Orenburggazprom), a város a földgázipar központja lett. Az iparszerű termelés 1974-ben indult meg.
A körzetben bányászott kéndús gáz a vegyipar kitűnő alapanyaga. A Gazprom holding helyi leányvállalatának két hatalmas vegyipari gyára működik Orenburg elővárosában.
- Az Orenburgi Gázfeldolgozó Gyár a világ egyik legnagyobb, földgázra épülő vegyipari létesítménye, francia közreműködéssel épült. Többek között ként, propánt, butánt, cseppfolyósított gázt állítanak elő. Technológiai kapcsolatban áll a Héliumgyárral.
- A Héliumgyár Oroszország egyetlen, héliumot előállító gyára. Egy 2004-ben bekövetkezett baleset miatt a termelés egy ideig szünetelt, és csak fokozatosan indult újra. Az utolsóként felújított, negyedik üzemegységet 2006 augusztus végén adták át. A gyár évente 6,5 millió m³ héliumot képes előállítani. További fontos terméke az etán.
- A hadiipari komplexum és az űripar fontos termelővállalata a Sztrela (jelentése 'nyíl'). A 47. sorszámot viselő gyár 1928-ban repülőgép-javítóként kezdte tevékenységét Leningrádban. 1941 júliusában evakuálták az akkor még Cskalov nevét viselő városba. Húsz évvel később nevezték el Orenburgi Gépgyárnak, 1986-ban Sztrelának. 1987–1990-ben átállt mezőgazdasági és élelmiszeripari gépek gyártására (is). 1950–1980 között a vállalat részt vett az űrprogram végrehajtásában és rakétafegyverek, többek között interkontinentális rakéták gyártásában. Az itt épített Granyit robotrepülőgépek az Orosz Flotta több egységén, így az Admiral Kuznyecov repülőgép-hordozón is szolgálatban állnak. Kisebb részegységeket készít a Proton hordozórakétához is. 1999-től orosz–indiai haditechnikai együttműködés (BRAMOSZ(wd)) keretében részt vesz robotrepülőgépek építésében. A moszkvai Kamov vállalattal együttműködve gyártja a polgári felhasználásra szánt, többfunkciós Ka–226 típusjelzésű helikoptereket.
- Az elektrotechnikai és műszeripar jelentős képviselője az Invertor gyár, ahol szünetmentes tápegységeket, áramátalakítókat, egyenirányítókat, transzformátorokat, valamint atomerőművek biztonsági rendszereihez kifejlesztett speciális elektrotechnikai berendezéseket készítenek. A vállalat a Gazprom és a Roszatom holdingnak hivatalos beszállítója.
- A mozdonyjavító gyár dízelmozdonyok, dízelmotorok javítását végzi és alkatrészeket gyárt dízelmozdonyokhoz.
- A Gidropressz a gépipar bármely területén alkalmazható hidraulikus présgépek gyártására szakosodott vállalat.
- Az 1957-ben alapított Fúróberendezések Gyára elsősorban fúrócsöveket készít széles körű felhasználásra geológiai kutatások, olaj- és építőipari vállalatok számára.
- Az Orenburgi Radiátor hőcserélő berendezéseket, traktorokhoz, mezőgazdasági gépekhez és gépkocsikhoz szükséges hűtőket állít elő.

A könnyűipar gazdasági súlyát tekintve már nem túl jelentős, például az 1942-ben alapított nagy selyemkombinátot (Tekszoren) felszámolták. A textilipari ágazatból kiemelhető egy évszázados hagyományokkal rendelkező termék, a moher (amit itt puh-nak, vagyis 'pehely'-nek neveznek). Az angórakecske orenburgi fajtájának vékony, puha gyapjából pehelykönnyű sálakat, kendőket és más kötöttárut készítenek (Orensal gyár).

### Közlekedés
Orenburg jelentős közlekedési csomópont. A várost országos, illetve regionális jelentőségű közutak kötik össze Szamara, Kazany, Ufa, a viszonylag közeli Orszk és a kazahsztáni Oral városokkal. A nagy távolságokra történő teherszállításban a vasútnak van döntő szerepe.
A Jurij Gagarinról elnevezett polgári repülőtér a városközponttól 29 km-re van, és a város mellett a légierőnek is van repülőtere.
A városi közlekedés többségében autóbuszon, kisebb részben trolibuszokon bonyolódik, és az oroszországi nagyvárosokhoz hasonlóan itt is sok az iránytaxi. Az Urál folyó két partja között drótkötélpályás felvonó működik.

## Kultúra, felsőoktatás

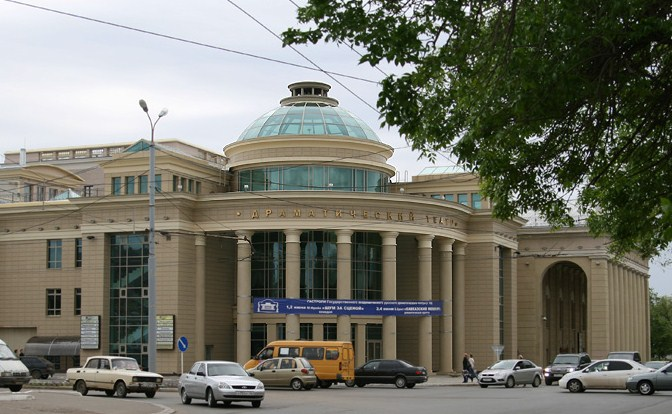
A Makszim Gorkij Színház épülete (2009)

Orenburgnak számos felsőoktatási intézménye, köztük három egyeteme van.
- Orenburgi Állami Egyetem. A korábbi műszaki főiskolát 1994 októberében műszaki egyetemmé, majd 1996 elején általános egyetemmé alakították.
- Orenburgi Állami Pedagógiai Egyetem. 1930-ban a városban pedagógiai főiskola létesült, ezt 1996 végén pedagógiai (tanárképző) egyetemmé nyilvánították.
- Orenburgi Állami Agrártudományi Egyetem. Elődjét szintén 1930-ban alapították, 1995 óta működik egyetemként.
- Orenburgi Állami Orvostudományi Akadémia. Elődjét 1944-ben alapították. 2002 óta nyolc karon folyik a képzés.

1997-ben nyílt meg az Orenburgi Állami Művészeti Főiskola, melyet Msztyiszlav Rosztropovicsról és apjáról, Leopold Rosztropovicsról neveztek el. Elődjét, a városi zeneiskolát 1927-ben alapították; a második világháború idején apja osztályában itt tanult, később pedig itt dolgozott a világhírű gordonkaművész és karmester, 1993-tól évente mesterkurzusokat tartott. A főiskolán nem csak zenészeket, hanem színészeket és könyvtárosokat is képeznek.
A Makszim Gorkij nevét viselő drámai színházon kívül a városnak tatár nyelvű drámai színháza és külön operettszínháza is van.
Az Orenburgi terület helytörténeti múzeuma Oroszország egyik legrégibb múzeuma, elődjét a helyi katonai kormányzó alapította 1831-ben. Egy 19. századi késő-klasszicista épületben kapott helyet. A város történetével, emlékeinek gyűjtésével és bemutatásával másik múzeum foglalkozik (Orenburgi Várostörténeti Múzeum).

## Látnivalók
- A karavánszeráj épületegyüttese a mecsettel és minarettel együtt eredetileg a baskírok számára épült (1836–1842), de a helyiségek többségének használatát hamarosan a központi kormányzat vette át. Napjainkban a minaret a rendeltetésének megfelelően működik.
- A kereskedői udvart 1749–1754 között emelték, később sokszor átépítették. Mai alakját 1900-ban nyerte, de az 1930-as évek közepén a hozzátartozó templomot és az egyik oldalt lebontották. A város történelmi központjában lévő épület a restaurálás után üzletközpont lett.
- Az egykori katonai őrség neogótikus stílusú épülete (1856), egyben katonai börtön is volt. Napjainkban várostörténeti múzeum.